# Nàucrates d'Èritres
Nàucrates (en grec antic: Ναυκράτης, llatí: Naucrates) fou un orador de l'antiga Grècia natural d'Èritres.
Va ser deixeble d'Isòcrates d'Atenes. L'any 352 aC va competir per un premi en oratòria al millor discurs funerari ofert per la reina Artemísia II de Cària en el funeral del seu germà i marit, Mausol.
Principalment va escriure sobre temes retòrics, i discursos judicials i polítics. A partir d'una cita de Ciceró, sembla que va compartir i defensar la necessitat del perfeccionament tècnic en oratòria que ensenyava el seu mestre. Quintilià, per la seva banda, diu que va ser el primer d'utilitzar la paraula στάσις com a terme tècnic adequat per indicar l'estat de la qüestió d'un cas judicial. Va dedicar-se també a escriure discursos funeraris, que s'han perdut, dirigits a persones de fama pública reconeguda, segons Dionís d'Halicarnàs.